# Rented Lips
Rented Lips é um filme estadunidense de 1988, do gênero comédia, dirigido por Robert Downey, Sr..